# María Perroni Garza
María Perroni Garza (Ciudad de México; 20 de julio de 2008) es una actriz mexicana. Es conocida por interpretar los papeles de Rita y Rayo en las franquicias de Vencer.

## Biografía
Perroni Garza nació el 20 de julio de 2008 en la Ciudad de México; hija del actor Pablo Perroni y la ex-Timbiriche Mariana Garza, tiene otra hermana mayor llamada Samadhi por parte de su madre, también es sobrina de la actriz y cantante Maite Perroni. Durante su infancia comenzó su educación actoral por parte de sus padres inicialmente para el ámbito del teatro.
Debutó como actriz en 2016 en la puesta en escena de Billy Elliot donde interpretó a Molly, En 2018 ingresa al mundo del doblaje en las películas de El cascanueces y los cuatro reinos y El regreso de Mary Poppins. Y también en la serie Vampirina en el papel de Bridget originalmente interpretado por ViviAnn Yee.
En 2021 debuta en la franquicia Vencer, primeramente en Vencer el pasado interpretando a Rita Lozano, un personaje secundario de la trama y al año siguiente obtiene el rol protagónico juvenil de "Rayo" Rojo en Vencer la ausencia.
En 2023 participó en la serie de Vix Más allá de ti como Samantha, al lado nuevamente de Ariadne Díaz y Sebastian Rulli.

## Filmografía

### Teatro
| Año  | Título                    | Papel | Notas |
| ---- | ------------------------- | ----- | ----- |
| 2016 | Billy Elliot              | Molly |       |
| 2022 | Solo quiero hacerte feliz | Loli  |       |
| 2023 | El cuerpo en que naci     | Lu    |       |

### Televisión
| Año         | Título                 | Papel                            | Notas        |
| ----------- | ---------------------- | -------------------------------- | ------------ |
| 2021        | Vencer el pasado       | Rita Lozano                      | 12 episodios |
| 2022        | Vencer la ausencia     | María del Rayo "Rayo" Rojo       | 86 episodios |
| 2023        | Vencer la culpa        | María del Rayo "Rayo" Rojo       | 1 episodio   |
| 2023        | Más allá de ti         | Samantha Lucas                   | 8 episodios  |
| 2024 - 2025 | Papás por Conveniencia | Sofía "Chofis" Chamorro Chagoyán | 79 episódios |

### Doblaje
| Año       | Título                             | Papel             | Notas            |
| --------- | ---------------------------------- | ----------------- | ---------------- |
| 2017-2021 | Vampirina                          | Bridget           | 1-4.ª temporadas |
| 2018      | El cascanueces y los cuatro reinos | Voces adicionales |                  |
| 2018      | El regreso de Mary Poppins         | Anabelle Banks    |                  |

## Premios y nominaciones

### TV Adicto Golden Awards
| Año  | Categoría           | Telenovela         | Resultado |
| ---- | ------------------- | ------------------ | --------- |
| 2022 | Revelación femenina | Vencer la ausencia | Ganadora  |